# Marion Mackenzie
Marion Ellen Mackenzie (* 1873 in Normanton, West Yorkshire; † 26. Januar 1951 in Leeds) war eine englisch-britische Ärztin und Suffragette in Scarborough, North Yorkshire.

## Leben
Mackenzie arbeitete als Ärztin. Sie Beiträge für Publikationen wie das British Medical Journal, dort korrespondierte sie auch zum Thema Frauen in ihrem Beruf.  Außerdem hielt sie Vorträge für die Parents National Education Union, beispielsweise 1907 zum Thema Health in the Home.
Mackenzie war eine Suffragette und arbeitete eng mit Adela Pankhurst zusammen, um in Scarborough eine örtliche Zweigstelle der Women’s Social and Political Union (WSPU) aufzubauen. Sie war Schatzmeisterin des Zweiges und später Sekretärin.Scarborough. In: Votes for Women. Band IV, Nr. 159, 24. März 1911, S. 412 (arkivum.net [PDF]). Sie hielt auch Reden bei anderen WSPU-Zweigen wie in York, die von Annie Coultate organisiert wurde, oder Huddersfield.
Am 18. November 1910 wurde sie als Teil einer WSPU-Deputation in Westminster verhaftet.
Sie beteiligte sich auch an dem Suffragetten-Boykott der Volkszählung von 1911.
In ihrem späteren Leben lebte sie in Leeds und arbeitete in einem örtlichen Krankenhaus. Sie starb im Jahr 1951.
Am Internationalen Frauentag 2024 wurde von der Scarborough and District Civic Society in 33 St Nicholas Cliff, Scarborough, eine Gedenktafel zum Gedenken an das ehemalige WSPU-Büro angebracht.